# Bhai Mani Singh
Bhai Mani Singh (1644-1737) est un de ceux qui ont accompagné les quatre derniers Gurus du sikhisme. Il est devenu un érudit et un martyr dans l'histoire du sikhisme. Il a été l'intendant, (dewan), de Guru Gobind Singh, le dixième gourou, à partir de 1691. Ce poste lui a permis d'acquérir une connaissance certaine du mouvement sikh. Il a aussi reçu les titres de prédicateur, et interprète des Écritures saintes (kathakar). Après la mort du Guru Gobind Singh il a été nommé administrateur du Temple d'Or. Peu avant sa mort, il a achevé la compilation des écrits du dixième gourou, le Dasam Granth, un livre vénéré par les croyants. Sa fin est arrivée parce qu'il a protégé son peuple. Ayant demandé au gouverneur Zakaria Khan d'organiser le festival Diwali à Amritsar, celui-ci l'a autorisé en échange d'une taxe. Cependant il s'agissait d'une ruse car le gouverneur avait décidé de tuer les sikhs présents pour ces jours de fêtes. Bhai Mani Singh l'a appris et a réussi à prévenir ses frères de foi. Le gouverneur a alors fait capturer Bhai Mani Singh et sous prétexte de ne pas avoir payé la taxe, l'a condamné à choisir entre devenir musulman ou la mort. Le sikh a préféré garder sa foi. Une des prières les plus célèbres du sikhisme, l'Ardas, parle de Bhai Mani Singh.